# Devalingikoppa, Kalghatgi
Devalingikoppa là một làng thuộc tehsil Kalghatgi, huyện Dharwad, bang Karnataka, Ấn Độ.